# Tanakajd
Tanakajd is een plaats (község) en gemeente in het Hongaarse comitaat Vas. Tanakajd telt 712 inwoners (2001).

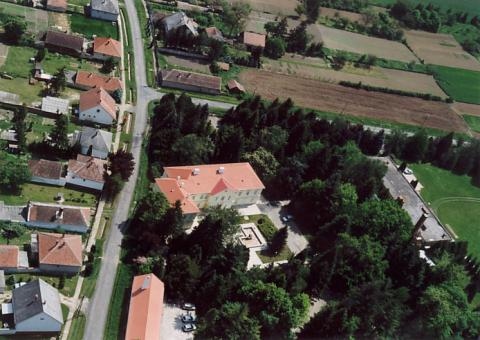
Luchtfoto van Tanakajd
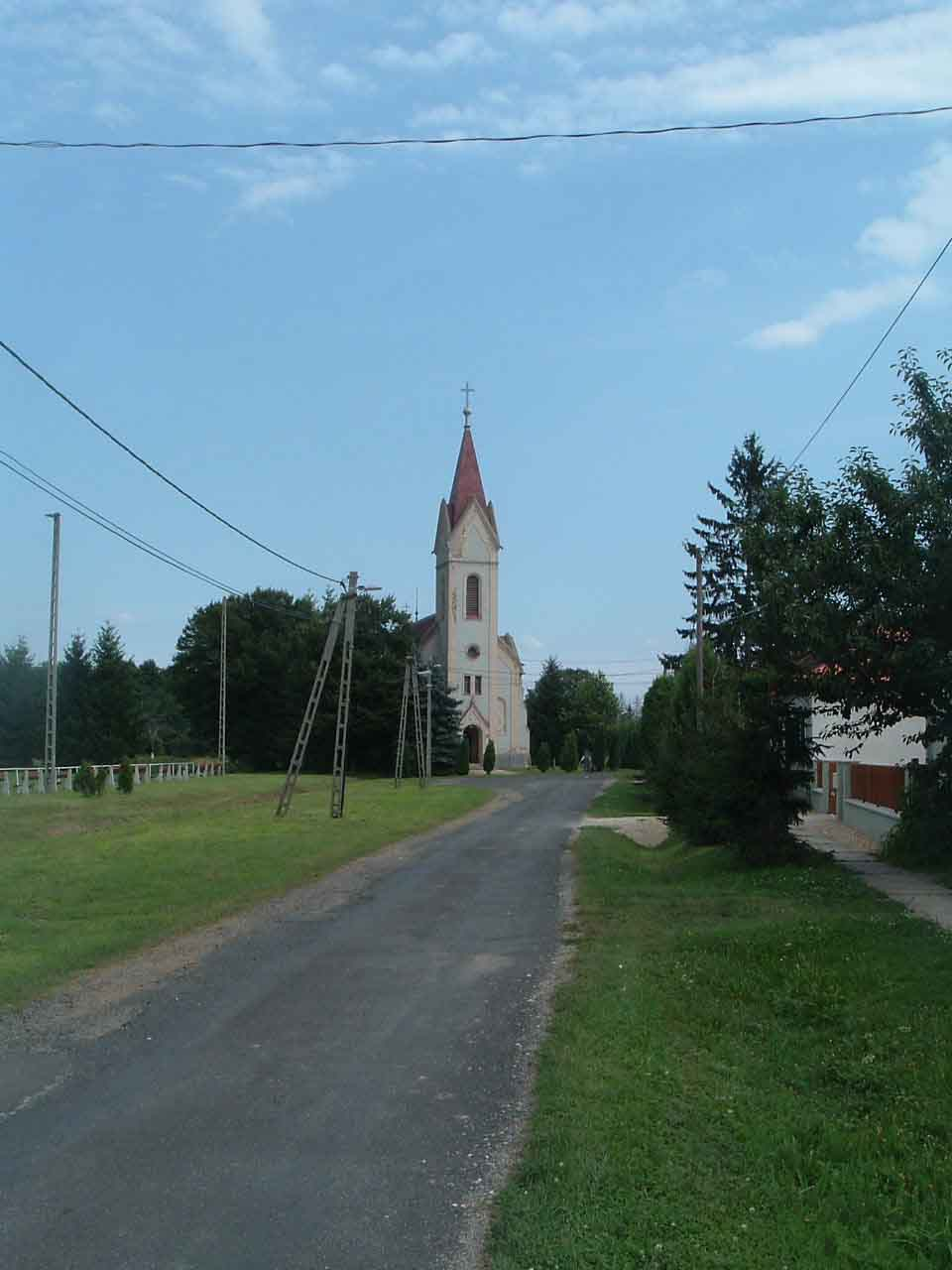
Kerk van Tanakajd